# Paul Alexander Conrad Heinrich Theodor Albert Werdmüller von Elgg

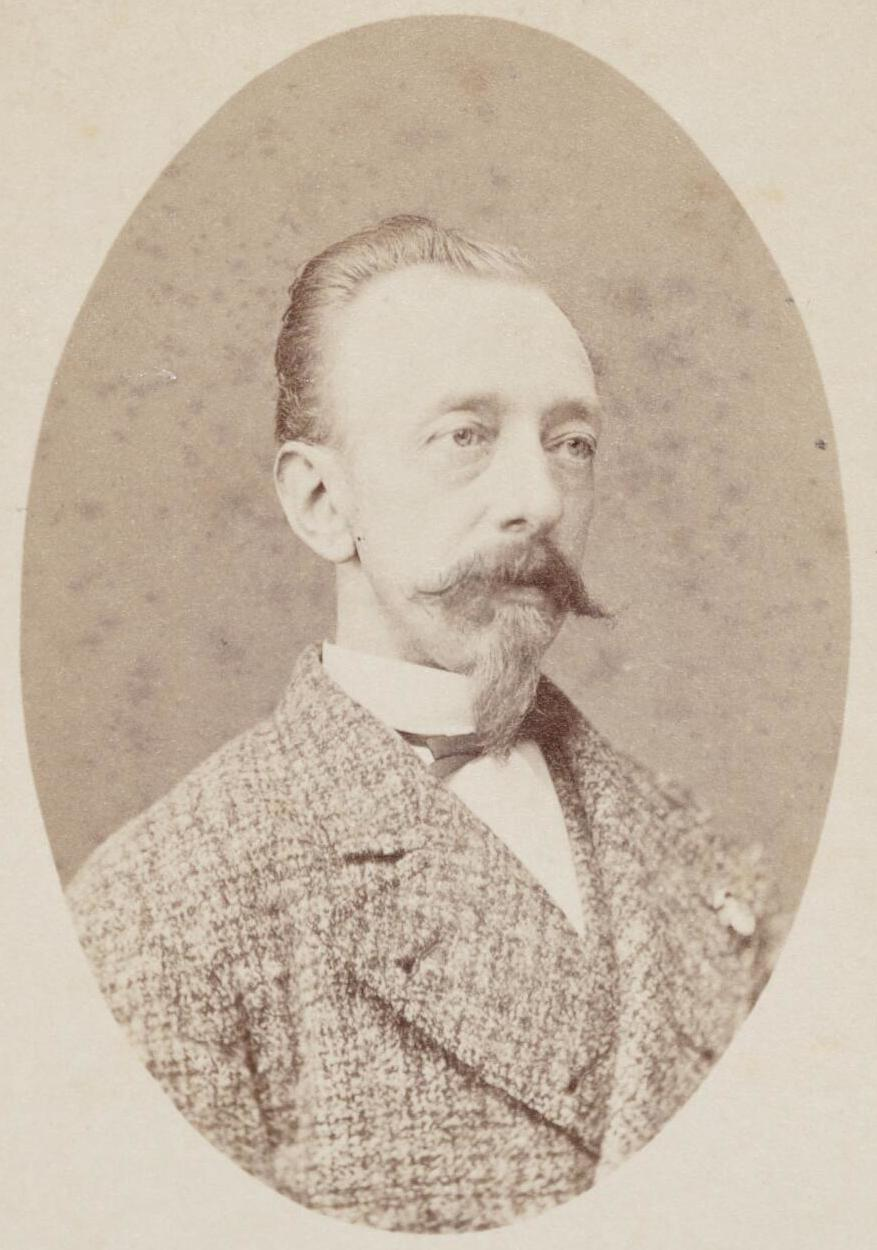
P.A.C.H.T.A. Werdmüller von Elgg

Paul Alexander Conrad Heinrich Theodor Albert Werdmüller von Elgg (Leiden, 21 maart 1838 – op zee, 17 september 1892), was een Nederlands burgemeester.

## Biografie
Hij was een lid van de familie Werdmüller von Elgg en een zoon van Joan Albert Werdmüller von Elgg (1802-1870), oud-officier en laatstelijk intendant van het Koninklijk Paviljoen Welgelegen te Haarlem, en Jeanne Jacqueline Christoffeline de Bock (1808-1871).
Na zijn eervol ontslag als 1e luitenant van het Oost-Indische leger in 1865 was hij van 1866 tot 1869 burgemeester van Zandvoort en van 1872 tot 1880 van Culemborg. Later vestigde hij zich weer in Oost-Indië. Hij werd benoemd tot kapitein-titulair in 1890 en overleed op zee, varend van Batavia naar Nederland aan boord van het S.S. Salak.
Hij trouwde in 1866 met Maria Jacoba Hendrika Dorothea du Puy de Montbrun (1841-1894), met wie hij vijf kinderen kreeg, twee dochters (geboren in Zandvoort) en drie zoons (geboren in Stad Doetinchem). Zijn vrouw overleed te Malang (Pasoeroean, Oost-Java) op 4 februari 1894).
- Nederlandse Thesaurus van Auteursnamen: 202167828
- Virtual International Authority File: 306342056
- WorldCat: E39PBJhGYgDJ4jVxBpPXcJjHmd